# Opercularia acolytantha
Opercularia acolytantha là một loài thực vật có hoa trong họ Thiến thảo. Loài này được Diels mô tả khoa học đầu tiên năm 1905.